# Stati del Sacro Romano Impero (Z)
Questo è un elenco degli stati del Sacro Romano Impero, inizianti per la lettera Z:
| Nome                               | Tipologia                                                | Provincia            | Seggio | Formazione                 | Note |
| ---------------------------------- | -------------------------------------------------------- | -------------------- | ------ | -------------------------- | --- |
| Zähringen                          | Ducato                                                   |                      |        | 1097                       | c1078: Bertoldo II costruisce il Castello di Zahringen c1100: Bertoldo II assume il titolo di "Duca do Zahringen" 1218: Revocato |
| Zeeland                            | Contea                                                   | Provincia Borgognona |        |                            | 1299: Ai Conti d'Olanda ai Duchi di Borgogna 1477: agli Asburgo 1512: Provincia Borgognona alle Province Unite 1815: al Regno dei Paesi Bassi |
| Zeil                               | Signoria 1628: Contea del Sacro Romano Impero            |                      |        |                            | a Waldburg |
| Zeitz-Naumburg vedi Naumburg-Zeitz |                                                          |                      |        |                            | |
| Zell am Harmersbach                | Città Imperiale                                          | Provincia Sveva      | SW     |                            | divisa nel 1803 |
| Ziegenhain                         | Contea                                                   |                      |        |                            | |
| Zimmern                            | Signoria 1538: Contea del Contea del Sacro Romano Impero |                      |        |                            | 1319: Acquisizione per matrimonio dell'erede della Signoria di Messkirch 1415: Acquisisce il Castello di Wildenstein 1462-1594: Acquisizione degli Asburgo della Signoria di of Oberndorf 1488: Temporanea possessione dei Conti di Sigmaringen-Werdenberg 1503: Recupero dei territori da parte dei Signori di Zimmern 1508: Divisione di Zimmern in 3 linee (Signoria di Wald e Oberndorf, Signoria di Messkirch e Signoria di Wildenstein 1594: Estinzione della linea maschile; eredità divisa tra due sorelle; Signoria di Wald venduta alla Città Imperiale di Rottweil; la Signoria di Oberndorf ritorna agli Asburgo; la Signoria di Messkirch con il Castello di Wildenstein viene venduta per 400.000 gulden ai Conti di Helfenstein-Gundelfingen |
| Zollern                            | Contea                                                   |                      |        | c1052                      | 1309: unita ai domini degli Hohenzollern |
| Zollern e Hohenberg                | Contea                                                   |                      |        | 1125                       | 1253: Unita a Hohenberg |
| Zugo                               | Valle Imperiale                                          |                      |        | 1415: Divisa dagli Asburgo | 1648: Lascia l'Impero come membro della Confederazione Svizzera |
| Zurigo Zurich                      | 1218: Libera Città Imperiale                             |                      |        | 1218                       | c670: prima menzione di Zurigo 929: Status di Città all'Abbazia di Fraunmuster 1218: possedimento imperiale 1351: Aderisce alla Confederazione Svizzera 1440: Espulsa dalla Confederazione a causa di scontri con altri membri 1450: Zurigo viene riammessa 1648: Lascia l'Impero come membro della Confederazione Svizzera |
| Zutphen                            | Contea                                                   | Provincia Borgognona |        |                            | 1512: Provincia Borgognona |
| Zweibrücken                        | 1182: Contea                                             |                      |        |                            | 1366: Ottenuto dall'Elettore Palatino Roberto II 1385: il Conte Eberardo vende 1/2 Zweibrucken al Conte Palatino del Reno mantenendo l'altra metà per sé e per i propri discendenti 1393: estinzione della casata di Walramide Louis (d.1489) founded line of Dukes of Zweibrucken 1731: Estinzione della linea dei Simmern-Veldenz di Zweibrucken; Zweibrucken passa alla linea di Birkenfeld 1799: Ereditato dalla Baviera 1801: Ceduto alla Francia 1814: alla Baviera, Oldenburg e Prussia |
| Zwiefalten                         | Abbazia                                                  | Provincia Sveva      |        |                            | 1793: Consiglio dei Principi |